# Nueva Atlantis
Nueva Atlantis es una localidad turística y balnearia de la Argentina, situada en el este de la Provincia de Buenos Aires y perteneciente al Partido de La Costa, a orillas del mar Argentino del océano Atlántico. Limita con la ciudad de Mar de Ajó por el norte.

## Población
En el último censo se la incluye dentro de Mar de Ajó con 13 769 habitantes (Indec, 2001) totales en el centro urbano, que a su vez integra la aglomeración denominada «Mar de Ajó - San Bernardo».
```
                        Nuevo Atlantis 
```

```
              Nueva Atlantis 
```

## Historia y características
Surgió en la década de 1980 como un balneario más del Partido de La Costa. Al limitar directamente con la ciudad de Mar de Ajó, comúnmente se los confunde, siendo la Avenida Colón el límite entre ambas localidades. Su fundación data de 1977, cuando «Tierras y Balneario» le otorga un poder a la inmobiliara «Di Tulio» para que comience a vender los primeros terrenos. Allí oficialmente nace Nueva Atlantis.

Debido a su juventud, la localidad aún cuenta con escasa infraestructura, ya que no tiene escuelas,  todas sus calles están sin asfaltar, a excepción de la calle Francisco de las Carreras, que está asfaltada e iluminada y une a Nueva Atlantis con Mar de Ajó. En algunas falta el servicio de alumbrado público. Las casas son tipo cabañas y aumentando con un estilo minimalista abundando los dúplex.
Nueva Atlantis esta a una altura que rondan de lo 0 a los 7 MSNM (metros sobre el nivel del mar).
Las playas son amplias y limpias con médanos altos. Al ser una localidad en crecimiento, su densidad es ínfima.
Desde la década del 70  el número de carpas, casas rodante y motor-homes que visitan diariamente y residen en las casi vírgenes playas de Nueva Atlantis se multiplicó. Muchos turistas eligen este destino para pasar toda la temporada de verano allí. [cita requerida]
En enero de 2014, la banda Skapunk-do se convirtió en la primera banda en ofrecer un recital en vivo en las playas de Nueva Atlantis, abriendo el camino a nuevos espectáculos para los miles de turistas de todo el país que visitan esta tranquila localidad del Partido de La Costa.

## Clubes
Dos instituciones deportivas existen en la localidad de Nueva Atlantis, ambas muy jóvenes, una fundada en 2012 que se llama Club Social y Deportivo Nueva Atlantis y la otra creada en 2017 denominada Club Atlético All Boys. En la actualidad ambas juegan fusionadas bajo el nombre "All Boys Nueva Atlantis" en la Liga de Fútbol del Partido de La Costa.
Además existe "Gnomos Rugby Club" como asociación deportiva fundada el 2 de agosto de 2003, con el propósito de promover valores sociales y deportivos.
Se practican deportes como el Hockey y Rugby en todas sus modalidades.

## Medios de Comunicación
Tiene dos emisoras radiales de Frecuencia Modulada, frecuencia 89.7 denominada Radio Container, ubicada en la calle Yrigoyen 1840, y frecuencia 100.3 denominada FM Fénix Vox, aunque sus estudios se encuentran en el Hotel El Galeon, ubicado en Av. Costanera Sur 1315 (Mar de Ajó), en las publicidades de la radio dicen ser de Nueva Atlantis.

## Límites
Nueva Atlantis se encuentra en el Partido de La Costa. Sus límites actuales son: al Este el Mar Argentino, al Oeste la Interbalnearia Ruta Provincial 11, al Norte la Avenida Colon lo separa de Mar de Ajó, al Sur la Avenida Halbach.